# 패스트 겟어웨이 2
《패스트 겟어웨이 2》(Fast Getaway 2)는 미국에서 제작된 올리 시손 감독의 1994년 모험 영화이다. 이 영화는 패스트 겟어웨이의 시퀄이다. 코리 헤임 등이 주연으로 출연하였고 러셀 D. 마코위츠 등이 제작에 참여하였다.

## 출연

### 주연
- 코리 헤임
- 레오 로시

### 조연
- 신시아 로즈록
- 스탠턴 데이비스
- 매기 그랜트
- 티파니 그랜트
- 케니 제이콥스
- 데이빗 알렉산더 존스턴
- 켄 레너
- 피터 리아피스
- 미쉘 만
- 니콜라스 멜
- 안소니 T. 펜넬로
- 사라 벅스턴
- 필립 코네리

## 기타
- 공동제작: 캐터레인 넬
- 미술: 지니 M. 롬마
- 의상: 쉐너 네크트